# Ӹ
Ӹ (kleingeschrieben ӹ, IPA-Aussprache ɯ) ist ein Buchstabe des kyrillischen Alphabets, bestehend aus einem Ы mit Diärese, und wird in der Mari-Sprache verwendet.